# Sílvia Pérez Cruz
Sílvia Pérez Cruz (Palafrugell, 15 de febrer de 1983) és una cantant catalana.

## Biografia

### Trajectòria artística
Filla dels músics Càstor Pérez Diz i Glòria Cruz i Torrellas, des de ben jove estudià solfeig, piano clàssic, saxo clàssic. Es llicencià en cant-jazz per l'ESMUC, i amb 18 anys va anar a viure a Barcelona, on seguí estudiant música. Ja com a professional, ha treballat amb Joan Díaz Trio en el disc de jazz We sing Bill Evans (premi JAÇ 2009 al millor disc), amb Joan Monné, Perico Sambeat, Javier Colina i Jerry González, entre molts d'altres. Ha cantat per als ballarins Damián Muñoz (dansa contemporània) i Israel Galván i la companyia de Sol Picó (flamenc contemporani, premis MAX 2007). Ha format part de Llama (duet de hang i veu), Coetus (orquestra de percussió ibèrica) i Xalupa (música tradicional catalana), i ha fet un duet amb Raül Fernández (Refree), amb diversos projectes i repertoris.
El 2009 participa en l'obra de teatre El jardí dels cinc arbres, una adaptació de textos del poeta Salvador Espriu dirigida per Joan Ollé i estrenada al Festival Temporada Alta de Girona que fou representada també al Teatre Nacional de Catalunya (TNC), entre altres peces va cantar He mirat aquesta terra amb música de Raimon. Amb aquest poema musicat que va interpretar posteriorment amb Toti Soler durant una gira conjunta, Sílvia Pérez Cruz també acompanyada a la guitarra pel músic van participar en l'acte d'inauguració de l'Any Espriu que commemora el centenari del poeta, fou el 23 de gener de 2013 a l'escenari del Palau de la Música Catalana de Barcelona. També ha musicat el poema de Maria Mercè Marçal Covava l'ou de la mort blanca (enregistrament amb el que obtingué el primer premi del II Certamen Terra i Cultura 2009) o readaptat la versió musical de Lluís Llach del poema de Pere Quart Corrandes d'exili.
Participa en diverses propostes artístiques com el grup Las Migas (quartet femení de nou flamenc), Flama (improvisacions i cançons hang i veu), Javier Colina + Sílvia Pérez Cruz (boleros en clau de jazz), Coetus (orquestra de percussió ibèrica + Eliseo Parra), Ressons de l'Al-Andalus (al costat del cor de Lleida i 4 músics). Ha participat en l'espectacle flamenc Camarón, La llegenda del temps, 30 anys després, al costat de Juan Gómez "Chicuelo", Duquende i Rafaela Carrasco. Al costat del guitarrista Toti Soler ofereix recitals conjunts el 2010 i el 2011, amb Bona Cara Trio amb el pianista Javier Galiana i el contrabaix José López repertori llatinoamericà a ritme de jazz.
Amb el quartet Las Migas, després de sis anys de col·laboració, editen el seu primer CD el 2010 de títol Reinas del matute (Nuevos Medios, 2010), en què aporta la seva veu i toca el caixó.
També canta com a Sílvia Pérez Cruz en solitari i col·labora en espectacles de dansa i teatre. El 2011 s'editen el CD En la imaginación (Nuba Records / Produccions Contrabaix), en què interpreta boleros cubans a ritme de jazz acompanyada pel Javier Colina Trio, i formant part de Xalupa, grup de música tradicional catalana al costat de Chiara Giani (guitarra i arranjaments), Lisa Bause (violí) i Aleix Tobias (percussió) s'edita el disc conjunt, Un sordo s'ho escoltava (Temps Record).
L'any 2010 va participar amb una actuació a la primera edició del Fòrum Impulsa. El 2 juliol 2011 participa en la 45 edició de la tradicional Cantada d'havaneres de Calella de Palafrugell en homenatge al seu pare Càstor Pérez Diz, referent del gènere mort el mes de novembre. L'estiu de 2011, deixa de ser la cantant del grup Las Migas per seguir amb altres projectes i prepara el seu primer disc en solitari com a Sílvia Pérez Cruz. El setembre de 2011 edita el segon disc, Trencant aigües (Harmonia Mundi), amb la formació Llama, a duo amb el músic israelià de hang Ravid Goldschmidt.
El 2012, participa en col·laboració amb la guitarra de Juan Gómez «Chicuelo» a la banda sonora de la pel·lícula Blancaneu, obra del director Pablo Berger, fet que li va valer un premi Goya a la millor cançó original per Te busco y no te puedo encontrar. El 2014 va presentar el disc Granada amb el guitarrista Raül Fernandez Miró.
El 2015 va debutar com a actriu a Al costat de casa, un drama musical d'Eduard Cortés. El 2016 es publica la banda sonora de la mateixa pel·lícula amb el títol de Domus; també havia compost les bandes sonores de les obres Informe per a una acadèmia (codirigida i protagonitzada per Ivan Benet) i Terra baixa (dirigida i protagonitzada per Lluís Homar), amb les quals va guanyar dos Premis Butaca el 2014 i el 2015, respectivament.
El 2017 va guanyar el premi Gaudí a la millor música original i el seu segon premi Goya a la millor cançó original per «Ai, ai, ai», d'Al costat de casa. Per aquest film també estava nominada al Goya a la millor actriu revelació. El mateix any va publicar el disc Vestida de nit.
Des de 2018 toca a duo amb el pianista menorquí Marco Mezquida, estrenant espectacle al Festival Castell de Peralada i amb qui ha realitzat gires i concerts nacionals i internacionals a auditoris com el Teatro de la Zarzuela de Madrid, el Palau de la Música Catalana de Barcelona o el Blue Note de Tokio, entre d'altres
L'1 de juliol de 2024, va gravar un concert per al programa "Tiny Desk Concerts" de NPR ("National Public Radio"), la ràdio pública nacional dels Estats Units.

## Discografia en solitari i col·laboracions discogràfiques
- Passeig per la memòria, havaneres amb el grup Duet (2000, Audiovisuals de Sarrià).
- 9 muses, de Sergi Sirvent (2003, Fresh Sound New Talent).
- Trampa, de Möondo (2005, Ventilador Music).
- De Benidorm a Benicàssim, de Luis Troquel (2005, K Industria Cultural).
- Nou Nonet, de Joan Monné (2005, Contrabaix).
- Barcelona Intimíssimo Café, de Burruezo & Bohemia Camerata (2005, K-Industria Cultural); veu en un parell de temes.
- Unas voces, amb el grup Las Migas (2005, CD de 5 cançons autoproduït; banda sonora de l'obra de teatre de Joan Penhall).
- Immigrasons, (2006, Discmedi), projecte catalanoargentí amb Refree i Ernesto Snajer.
- Per al meu amic, Serrat (2006, Discmedi), en homenatge a Joan Manuel Serrat, on canta el tema «Menuda».
- Llama, juntament amb Ravid Goldschmidt en el hang (2006, M.A. Recordings).
- Paraules d'anhel (2007, Blau), tema compost per Sergi Cleofé i Joan Martorell, inclòs al disc "Al forc dels dies" del grup CapOnNam.
- We sing Bill Evans, amb Joan Díaz Trio (2008, Fresh Sound).
- Coetus, de Coetus (2009, Temps Record)
- Colina Serrano Project, amb Javier Colina, Antonio Serrano... (2009, Contrabaix-Universal-EmArcy), on canta el bolero «La mentira» que clou el CD.
- Reinas del matute (2010, Nuevos Medios), amb el grup Las Migas.
- Un sordo s'ho escoltava, amb el grup Xalupa (2010, Temps Record).
- En la imaginación, amb Javier Colina Trio (2011, Nuba Records/Produccions Contrabaix).
- Rompiendo aguas, amb Llama (2011, Harmonia Mundi); veu acompanyada de hang per Ravid Goldschmidt.
- 11 de novembre, primer disc en solitari (2012, Universal Music).
- Entretierras, de Coetus (2012; Temps Record); veu a "Gallo rojo, gallo negro"
- Blancanieves, BSO de la pel·lícula Blancaneu de Pablo Berger (2013, Universal Music).
- Sensación térmica (2013, Warner Music), de Kiko Veneno; col·laboració en el tema «Namasté».
- Granada (2014, Universal Music), segon disc en solitari, amb Raül Fernández Miró.
- Domus (2016, Universal Music), tercer disc en solitari, com a autora i intèrpret de les cançons de la pel·lícula Al costat de casa.
- Vestida de nit (2017, Universal Music), quart disc en solitari.
- Farsa (género imposible) (2020, Universal Music), cinquè disc en solitari.

## Filmografia
- Al costat de casa (2015), drama musical. Actriu i autora banda sonora (CD "Domus" - 2016)